# ژروم لو بنر
ژروم لو بنر (انگلیسی: Jérôme Le Banner؛ زادهٔ ۲۶ دسامبر ۱۹۷۲) ورزشکار هنرهای رزمی ترکیبی، بوکسور، بازیگر، کشتی‌گیر کشتی حرفه‌ای، و کاراته‌کا اهل فرانسه است.
از فیلم‌ها یا برنامه‌های تلویزیونی که وی در آن نقش داشته‌است می‌توان به آستریکس در بازی‌های المپیک، بابلیون ای.دی اشاره کرد.